# Poběžovice (stacja kolejowa)
Poběžovice – stacja kolejowa w Poběžovicach, w kraju pilzneńskim, w Czechach. Położona jest na wysokości 430 m n.p.m.
Na stacji istnieje możliwość zakupu biletów na wszystkiego rodzaju pociągi oraz rezerwacji miejsc. 

## Linie kolejowe
- 182 Staňkov - Poběžovice
- 184 Domažlice - Planá u Mariánských Lázní